# Scheidplatz metróállomás
A Scheidplatz egy metróállomás Németországban, a bajor fővárosban, Münchenben a müncheni metró U2-es, U3-as és U8-as vonalán.

## Metróvonalak
Az állomást az alábbi metróvonalak érintik:
- U2
- U3

## Kapcsolódó állomások
A metróállomáshoz az alábbi állomások vannak a legközelebb:
- Milbertshofen (Feldmoching, U2)
- Hohenzollernplatz (Messestadt Ost, U2)
- Petuelring (Moosach, U3)
- Bonner Platz (Fürstenried West, U3)
- Petuelring (Olympiazentrum, U8)
- Hohenzollernplatz (Neuperlach Zentrum, U8)

## Útvonal
| Vonal | Állomások |
| ----- | --- |
| U2    | Feldmoching – Hasenbergl – Dülferstraße – Harthof – Am Hart – Frankfurter Ring – Milbertshofen – Scheidplatz – Hohenzollernplatz – Josephsplatz – Theresienstraße – Königsplatz – Hauptbahnhof – Sendlinger Tor – Fraunhoferstraße – Kolumbusplatz – Silberhornstraße – Untersbergstraße – Giesing – Karl-Preis-Platz – Innsbrucker Ring – Josephsburg – Kreillerstraße – Trudering – Moosfeld – Messestadt West – Messestadt Ost     |
| U3    | Moosach – Moosacher St.-Martins-Platz – Olympia-Einkaufszentrum – Oberwiesenfeld – Olympiazentrum – Petuelring – Scheidplatz – Bonner Platz – Münchner Freiheit – Giselastraße – Universität – Odeonsplatz – Marienplatz – Sendlinger Tor – Goetheplatz – Poccistraße – Implerstraße – Brudermühlstraße – Thalkirchen – Obersendling – Aidenbachstraße – Machtlfinger Straße – Forstenrieder Allee – Basler Straße – Fürstenried West |
| U8    | csak szombaton: Olympiazentrum – Petuelring – Scheidplatz – Hohenzollernplatz – Josephsplatz – Theresienstraße – Königsplatz – Hauptbahnhof – Sendlinger Tor – Fraunhoferstraße – Kolumbusplatz – Silberhornstraße – Untersbergstraße – Giesing – Karl-Preis-Platz – Innsbrucker Ring – Michaelibad – Quiddestraße – Neuperlach Zentrum                                                                                               |

## Átszállási kapcsolatok
| U2 (Feldmoching ↔ Messestadt Ost)        |                         |
| U3 (Moosach ↔ Fürstenried West)          |                         |
| U8 (Olympiazentrum ↔ Neuperlach Zentrum) |                         |
| Állomás                                  | Átszállási kapcsolatok  |
| Scheidplatz                              | , 140 , 141 , 142 , 144 |